# Скейлинг Бьёркена
Скейлинг Бьёркена — свойство инвариантности формафакторов глубоко неупругого процесса рассеяния электрона на нуклоне относительно изменения импульса и энергии этих процессов в одно и то же число раз. Был обнаружен Д. Бьёркеном в 1969 г. в ходе анализа результатов опытов по рассеянию электронов на протонах на Станфордском ускорителе электронов Скейлинг Бьёркена является одним из подтверждений партонной модели нуклонов.

## Формулировка
Формфактор глубоко неупругого процесса рассеяния электрона на нуклоне {\displaystyle e+N\rightarrow e'+N'} ({\displaystyle e,e'} — начальный и конечный электрон, {\displaystyle N} — начальный нуклон, {\displaystyle N'} — совокупность конечных адронов,
образовавшихся в результате процесса) зависит только от безразмерного отношения квадрата переданного четырёхмерного импульса {\displaystyle q^{2}=(p_{e}-p_{e'})^{2}} к квадрату полной энергии системы {\displaystyle E_{x}^{2}=(p_{e}-p_{e'}+P_{N})^{2}c^{2}} в системе отсчёта, связанной с её центром инерции: {\displaystyle {\frac {q^{2}c^{2}}{E_{x}^{2}}}}.
Эта величина называется пределом Бьёркена.